# アルメンドラレホ
アルメンドラレホ（スペイン語: Almendralejo）は、スペイン・エストレマドゥーラ州バダホス県のムニシピオ（基礎自治体）。2017年の人口は33,540人。

## 歴史
1747年にはアルベロ・デ・フェリアと呼ばれる施設がアルメンドラレホに建築されたが、これは最初期の水力発電用ダムである。
スペイン内戦中の1936年8月には、アルメンドラレホの戦いが起こった。8月7日には反乱軍のゴンサロ・ケポ・デ・リャーノ率いる軍隊がアルメンドラレホの町に入り、共和国派は8月15日まで抵抗を続けたものの、この戦いによって約1,000人の民間人が殺害されたとされる。
ジャーナリストのレティシア・オルティスは、1998年にアルメンドラレホで著作家・教師のアロンソ・ゲレーロ・ペレスと結婚したが、翌年の1999年に離婚した。レティシアは2004年にスペイン王子のフェリペと結婚し、2014年にフェリペが国王に就任したことでスペイン王妃となった。

## 地理

### 地勢
バダホス県の県都バダホスの南東45キロメートルにある。エストレマドゥーラ州の州都メリダとアンダルシア州の州都セビリアを結ぶ鉄道路線はアルメンドラレホを通っている。メリダやバダホスを通るグアディアナ川南岸の、わずかに標高が高い広大なバロス平野に位置する。

### 人口
| アルメンドラレホの人口推移 1842－2017                   |
|                                                         |
| 出典:INE（スペイン国立統計局）1900年 - 1991年、1996年 - |

## 政治
| 任期      | 首長名                                                                     | 政党                                |
| --------- | -------------------------------------------------------------------------- | ----------------------------------- |
| 1979–1983 | Juan Pabón Paredes                                                         | 民主中道連合(UCD)                   |
| 1983–1987 | José García Bote                                                           | スペイン社会労働党(PSOE)            |
| 1987–1991 | José García Bote                                                           | スペイン社会労働党(PSOE)            |
| 1991–1995 | José García Bote                                                           | スペイン社会労働党(PSOE)            |
| 1995–1999 | Manuel Jesús Morán Rosado                                                  | 国民党(PP)                          |
| 1999–2003 | Francisco Javier Fernández Perianes(99-00) José María Ramírez Morán(00-03) | 国民党(PP) スペイン社会労働党(PSOE) |
| 2003–2007 | José María Ramírez Morán                                                   | スペイン社会労働党(PSOE)            |
| 2007–2011 | José María Ramírez Morán                                                   | スペイン社会労働党(PSOE)            |
| 2011–2015 | José García Lobato                                                         | 国民党(PP)                          |
| 2015–2019 | José García Lobato                                                         | 国民党(PP)                          |
| 2019–2023 | n/d                                                                        | n/d                                 |
| 2023–     | n/d                                                                        | n/d                                 |

## 経済
道路と鉄道の開通によって、アルメンドラレホの町は19世紀末に急激な成長を見せた。アルメンドラレホの町には広い通りと美しい建物がある。穀物・果物・ブドウを中心とする農業が経済の中心である。アルメンドラレホの町の周囲には広いブドウ畑があり、赤ワインが製造されている。この地域はブランデーの製造でも知られている。

## 文化

### 見どころ
アルメンドラレホにある歴史的建造物としては、ゴシック様式による1515年完成のヌエストラ・セニョーラ・デ・ラ・プリフィカシオン教会がよく知られている。モンサルド侯爵宮殿は17世紀の建築物であり、今日では会議場として使用されている。
この地域で発掘されたローマ時代の古美術品の博物館がある。アルメンドラレホは革命詩人のホセ・デ・エスプロンセダの出身地である。

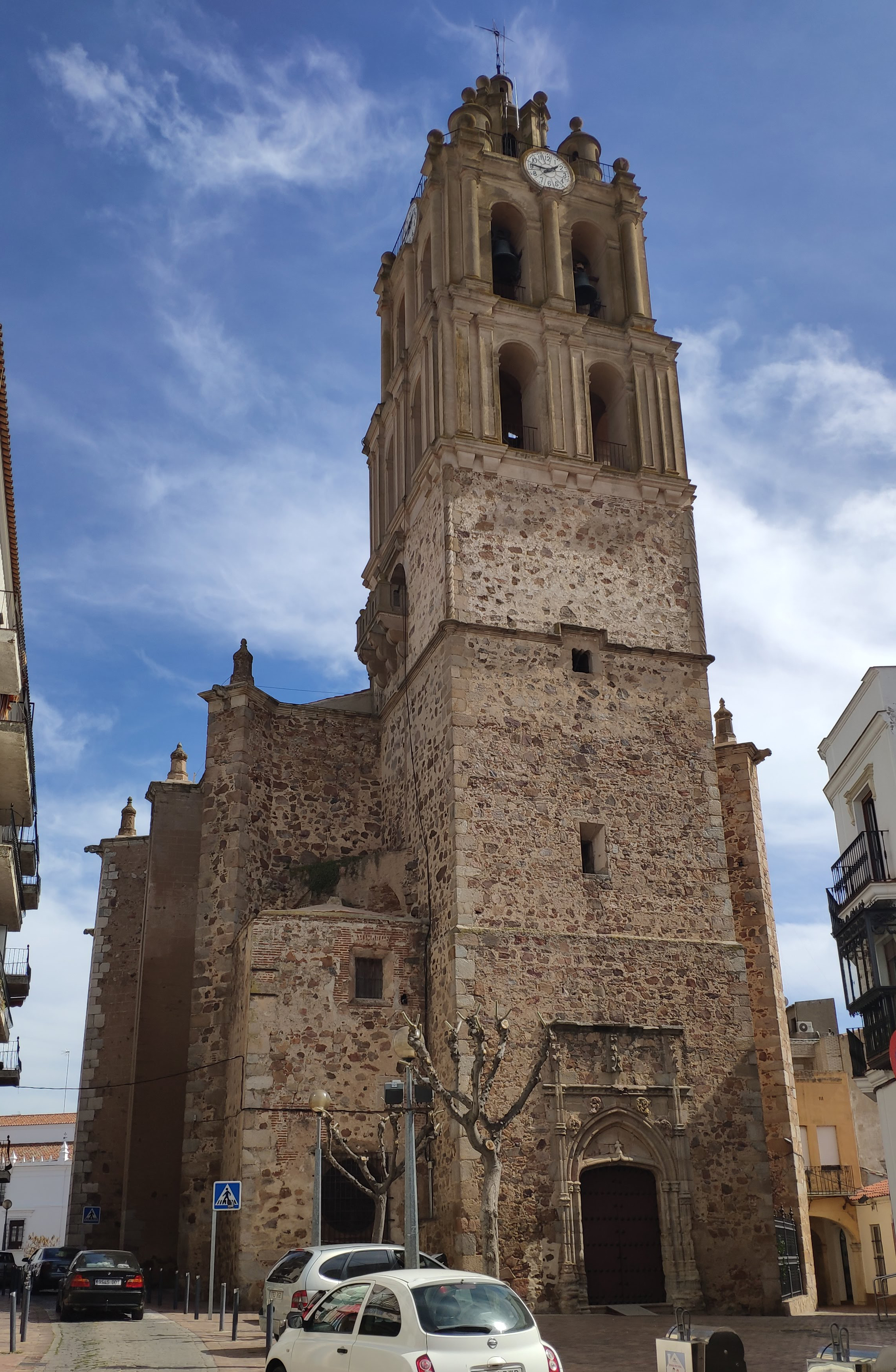
ヌエストラ・セニョーラ・デ・ラ・プリフィカシオン教会
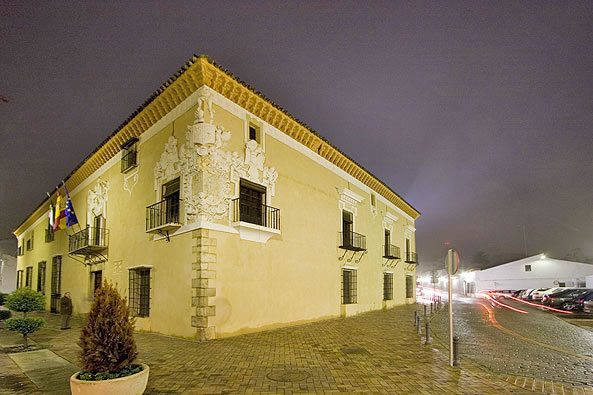
モンサルド侯爵宮殿
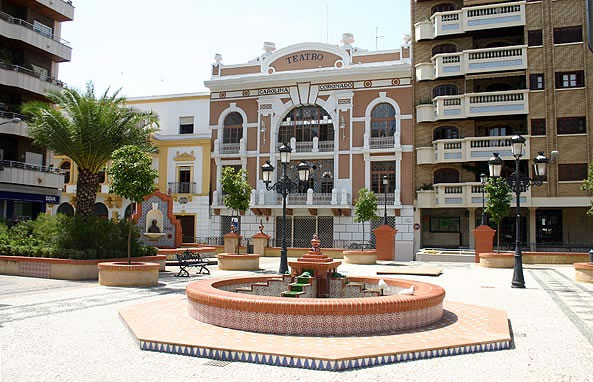
カロリーナ・コロナード劇場
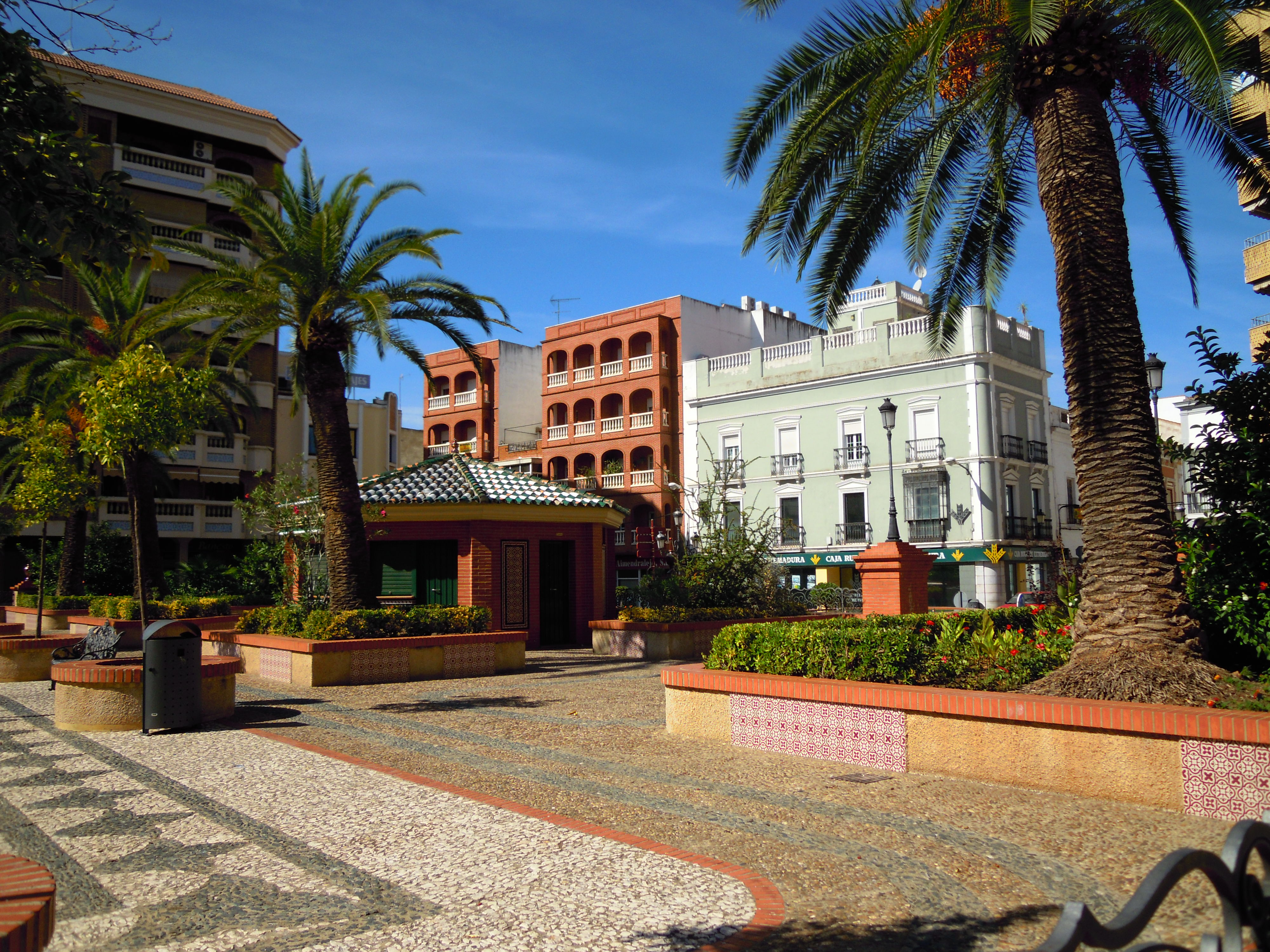
エスポンセーダ広場

### スポーツ
1924年にはサッカークラブのCFエストレマドゥーラが設立され、1950年代後半から1960年代初頭には7シーズンにわたってセグンダ・ディビシオン（2部）に在籍した。その後はエストレマドゥーラ州リーグ（4部以下）まで落ちた時期もあったものの、1990年代後半から2000年代初頭には再びセグンダ・ディビシオンの常連となり、1996-97シーズンと1998-99シーズンの2シーズンはスペインのトップリーグであるプリメーラ・ディビシオン（1部）に在籍したが、いずれのシーズンも1シーズン限りで降格している。スポーツ面と財政面の理由により、CFエストレマドゥーラは2010年に解散した。
CFエストレマドゥーラがエストレマドゥーラ州1部リーグ（5部）に降格した2007年には、別のサッカークラブとしてエストレマドゥーラUDが設立された。2016年にはセグンダ・ディビシオンB（3部）に昇格し、2018年にはセグンダ・ディビシオンに初昇格した。エストレマドゥーラUDは11,580人収容のエスタディオ・フランシスコ・デ・ラ・エーラをホームスタジアムとしている。

エスタディオ・フランシスコ・デ・ラ・エーラ